# Johannes Fürsen
Johannes Fürsen (* 23. Februar 1606 in Hamburg; † 11. September 1673 ebenda) war ein deutscher evangelischer Theologe.

## Leben
Fürsen studierte an der Universität Wittenberg, der Universität Rostock und der Universität Erfurt. 1633 wurde er Pfarrer in Altkloster. Von dort wurde er 1638 von den kaiserlichen Truppen vertrieben und ging nach Bremen, wo er von Erzbischof Friedrich am 23. September 1638 als Prediger am Dom eingesetzt wurde. Er führte dort erstmals seit der Schließung 1561 wieder lutherische Gottesdienste durch und half beim Vergleich der Stadt Stade am 4. Oktober 1639 mit dem Erzbischof zu vermitteln.
Da er Dänemark gegenüber offen war, wurde er durch die schwedische Regierung aus dem Dom entfernt. Daraufhin nahm er am 28. Dezember 1656 ein Diakonat an der Hamburger Katharinenkirche an, wo er bis zum Archidiakon aufrückte. In den damals laufenden konfessionellen Auseinandersetzungen galt er als gemäßigter Theologe, der auch Schwärmern gegenüber großherzig war.